# Хеллсинг
«Хе́ллсинг» (яп. ヘルシング хэрусингу) — манга, созданная Котой Хирано. Впервые была опубликована в японском журнале Young King OURs в 1997 году и завершена в сентябре 2008. Отдельные главы собраны в танкобоны и выпущены издательством Shonen Gahosha на территории Японии. В марте 2009 все главы манги были изданы в 10 томах. История рассказывает о тайной организации «Хеллсинг» и о её борьбе против сверхъестественных сил, угрожающих Великобритании.
Помимо Японии, манга также публиковалась в США, Австралии, Новой Зеландии, Сингапуре, Франции, Италии, Германии и других странах. В апреле 2010 года компания «Комикс-Арт» объявила о приобретении лицензии на российское издание манга-сериала «Хеллсинг», и 27 июня 2011 года вышел первый том. После выхода третьего тома выпуск манги был приостановлен.
В октябре 2001 года на японском канале Fuji Television была впервые показана аниме-адаптация манги, созданная студией Gonzo. Режиссёрами выступили Уманосукэ Иида и Ясунори Урата, однако сериал снимался по сценарию Тиаки Конаки и базировался лишь на первых двух томах манги. Результатом этого стали значительные расхождения между аниме и оригинальным произведением. Трансляция завершилась в январе 2002. В феврале 2006 на территории Японии была выпущена первая часть OVA-сериала, названная Hellsing Ultimate. Новая адаптация следует сюжету манги значительно ближе аниме-сериала. В декабре 2012 был выпущен десятый, заключительный эпизод. Экранизации, как и манга, выпускались в различных странах мира. В России и аниме, и OVA были лицензированы компанией МС Entertainment.
Оригинальная манга признавалась критиками одним из лучших графических произведений о вампирах и ужасах. Обозреватели одобрили сложную сюжетную линию, впечатляющие боевые сцены и юмор произведения. В качестве отрицательных черт они выделяли недостаток кинематографичности и отсутствие оригинальности. Как манга, так и аниме-адаптации отличаются высоким уровнем насилия, на что также было обращено внимание критиков.

## Сюжет
«Хеллсинг» — организация, созданная англиканской церковью для защиты Британской империи и самой королевы от нежити и других сверхъестественных сил, возглавляемая Королевским орденом протестантских рыцарей. Первым руководителем организации был Абрахам Ван Хельсинг, вымышленный персонаж романа Брэма Стокера «Дракула», врач родом из Нидерландов, специалист по оккультизму, отсылка на имя которого содержится в названии организации и самого произведения. Во время событий основного сюжета организацию возглавляет Интегра Фэйрбрук Уингейтс Хеллсинг (окружающие обращаются к ней «сэр Интегра», несмотря на то что она женщина). Леди Интегра унаследовала руководство организацией в юном возрасте после смерти её отца, Артура. Вторым возможным наследником был брат Артура, Ричард. При попытке убийства первой наследницы Ричард по стечению обстоятельств пробуждает сильнейшее оружие и главное наследие семьи Хеллсинг, вампира Алукарда. Алукард — это сам граф Дракула, который после поражения Ван Хельсингу поклялся служить людям. После пробуждения Алукард называет Интегру своей госпожой, и в итоге Ричард был застрелен самой Интегрой не без помощи Алукарда. Эти события оказали сильное влияние на характер Интегры, сделали её мужественной и непоколебимой. Также Интегру защищает дворецкий семьи Хеллсинг Уолтер К. Дорнез, бывший оперативник Хеллсинга. В начале истории к организации невольно присоединяется бывший офицер полиции Виктория Серас, которую Алукард обратил в вампира в ходе одной из операций.
С развитием истории атаки нежити учащаются, сэр Интегра узнаёт о фашистской группировке «Миллениум», до сих пор существующей и пытающейся возродить Третий рейх, создав батальон вампиров. «Хеллсинг», «Миллениум» и XIII отдел Ватикана «Искариот» разворачивают трёхстороннюю войну на улицах Лондона, а «Миллениум» раскрывает свою главную цель: победить вампира Алукарда в противостоянии, начавшемся ещё во время Второй мировой войны и захватить Англию.

## История создания

### Создание манги
Когда работа над мангой только начиналась, Хирано выражал обеспокоенность тем, что его персонаж Алукард оказался слишком похожим на «ещё одного задиру в очках Джона Леннона», например, на Вэша Урагана из «Тригана». Названия почти всех глав манги являются незначительно видоизменёнными названиями компьютерных игр, в которые играл Кота Хирано: Balance of Power, Ultima, Wizardry, Might and Magic и других. Сам Хирано рассказывал о том, что перед началом рисования полностью продумывал сюжетную линию каждого эпизода манги и не пользовался черновиками. Автором манги также был создан ряд дополнительных историй и произведений, послуживших прототипами «Хеллсинга». Их сюжетные линии косвенно повествуют о героях основной манги:
- The Dawn (рус. «Рассвет») — официальная предыстория манги «Хеллсинг», события которой происходят во времена второй мировой войны. Алукард, преобразившийся в девушку, и 14-летний Уолтер отправляются в Варшаву и впервые встречают там Майора и его приспешников. Всего было выпущено шесть глав. В 2007 году издательство Shonen Gahosha заявило о прекращении публикации[11].
- Crossfire (рус. «Перекрёстный огонь») — отдельная история о двух членах организации Искариот — Хейнкель Вольфе и Юмико (Юмиэ) Такаги — в трёх главах. Также в истории фигурирует Энрико Максвелл. Издана как дополнение к трём первым томам манги «Хеллсинг»[12]. По словам Хирано, эти главы были добавлены в танкобоны, чтобы заполнить оставшиеся страницы[13].
- Coyote (рус. «Койот») — Франция, 1944 год. Манга, о похождениях отряда наемников, в которой действуют герои, являющиеся прототипами героев Хеллсинга.
- Wild Geese (рус. «Дикие гуси») — повествование о Пипе Бернадотте, герое основной манги. 10 глав, 1995 год.
- Angel Dust (рус. «Ангельская пыль») — манга, повествующая об отце Андерсоне. Содержит элементы хентая.
- Legend of the Vampire Hunter (рус. «Легенда об охотнике на вампиров») — прототип основной манги с элементами хентая. Черновой вариант первой главы основной манги, который отличается тем, что «тёмноволосая» Виктория Серас становится жертвой группового изнасилования.
- Doc’s Story (рус. «История Дока») — небольшая зарисовка с элементами хентая с участием прототипа молодого Дока, Гитлера и девушки с кошачьими ушами.
- Desert Schutzstaffel (рус. «Телохранитель пустыни») — короткая манга с элементами хентая, по сюжету которой выживший после второй мировой войны немецкий солдат Ганс Гюнше спасает палестинскую девушку от солдат-израильтян.

В произведении присутствуют отсылки к творчеству Брэма Стокера и Говарда Лавкрафта. В частности, имя Алукарда при обратном прочтении читается как «Дракула», а сам вампир является отсылкой к графу Дракуле, главному отрицательному персонажу романа «Дракула», написанного Брэмом Стокером. Причём согласно замыслу создателей, Алукард является полной противоположностью образа графа Дракулы. Организация была основана Абрахамом Ван Хельсингом, который также является персонажем романа Стокера «Дракула». Имя руководителя организации «Хеллсинг» Интегры Уингейтс Хеллсинг имеет небольшое сходство с именем персонажа романа «За гранью времен» Натаниэля Уингейта Пизли. Кроме того, организация «Хеллсинг» схожа с военизированной организацией Wilmarth Foundation, также фигурирующей в работах Лавкрафта. Предыстория Алукарда включает в себя борьбу с османскими турками, которую такжё вёл реально существовавший князь Валахии Влад Цепеш. В произведении присутствует нацистская группировка — в авторских комментариях к первому тому Кота Хирано указывал на то, что ему нравятся нацисты, и по этой причине Германия является его любимой страной. Имя Виктории Серас является отсылкой к королеве Виктории. В манге также присутствует большое количество отсылок к христианству.
Всё оружие, изображённое в манге, вымышленное. Автор Кота Хирано признавал этот факт и просил не упрекать его в том, что оружие, которое он сам называл «космическими стволами с миллионом снарядов», в действительности не существует. При этом прорисовка оружия отличается скрупулёзностью. Алукард использует два пистолета, помимо всего прочего отличающихся чрезмерно большой длиной ствола: «Касулл» и «Шакал». Прототипом для второго пистолета является сигнальный пистолет Jackal фирмы Ekol. Виктория использует больший набор оружия: противотанковая винтовка калибром 30-мм «Харконнен», полуавтоматическая 30-мм пушка «Харконнен 2» и гранатомёт «Владимир». Их названия являются отсылкой к персонажу книги Фрэнка Герберта «Дюна» Владимиру Харконнену.

### Аниме-экранизации
После выпуска манги на анимационной студии Gonzo было создано 13-серийное одноимённое аниме. К концу 1990-х годов Gonzo была одной из наиболее успешных японских анимационных студий. Ясунори Урата, выступивший режиссёром сериала, в прошлом уже работал над аниме, тема которых была связана с потусторонним миром, например, Ninja Resurrection и SIN: The Movie. Сценарий писал Тиаки Конака, работавший также над сценариями для аниме «Эксперименты Лэйн» и The Big O. Сюжет аниме-сериала базируется преимущественно на сценарии Конаки. Кота Хирано в создании телесериала участия практически не принимал, за исключением подбора сэйю.
Студия Gonzo при создании сериала была вынуждена ограничиться малой частью оригинального сюжета ввиду того, что на тот момент в свет вышли лишь первые несколько томов манги, и внесла в него значительные изменения. Таким образом, сюжет снятого ей аниме имеет значительные расхождения с оригиналом. После шестой серии в телесериале появляются новые герои, такие как вампир по имени Инкогнито и Лаура, притворившаяся сестрой Интегры Хеллсинг. В аниме присутствуют аллюзии к некоему древнему «тёмному континенту»; подразумевается, что вампир Инкогнито когда-то правил Египтом в облике бога Сета.
Информация о готовящемся выходе OVA-сериала, базирующегося на сюжете манги, появилась в начале 2005 года. Согласно предварительной информации, длина каждой серии должна была составить 35 минут, а их количество не уточнялось. Кроме того, на аниме-фестивале Anime Expo 2005 был продемонстрирован трейлер будущего сериала. В работе над созданием OVA принял участие автор оригинальной манги Кота Хирано по предложению продюсера Ясуюки Уэды.

## Манга
Оригинальная манга Коты Хирано издавалась в Японии с 1997 года по 2008 год; её публикация осуществлялась в журнале Young King Ours. В 2008 году, спустя 11 лет после начала выпуска автор Кота Хирано заявил о прекращении работы над мангой «Хеллсинг» и начале создания своего нового комикса — Drifters, который должен был выйти в свет в 2009 году. Отдельные главы манги «Хеллсинг» были собраны в 10 томов и опубликованы компанией Shonen Gahosha; первый том вышел 1 сентября 1998 года, а последний — 27 марта 2009 года.
Серия манги была лицензирована компанией Dark Horse Comics для публикации в Северной Америке, которую планировалось начать в декабре 2003 года. Всего компанией в переводе на английский язык было издано 10 томов, первый из которых вышел 3 декабря 2003 года, а последний — 19 мая 2010 года. В 2011 году Dark Horse Comics выпустила первые тома манги в цифровом формате для мобильной операционной системы iOS. В Сингапуре манга на английском языке также в количестве 10 томов публиковалась компанией Chuang Yi с 2007 года по 2009 год. На территории Австралии и Новой Зеландии дистрибуцией манги занималась Madman Entertainment. Манга также была лицензирована во Франции издательством Editions Tonkam, в Италии (Dynit и JPOP), в Германии (Panini Comics), в Польше (Japonica Polonica Fantastica), в Венгрии (Mangafan), в Дании и Швеции (Mangismo). В апреле 2010 года компания российская «Комикс-Арт» объявила о приобретении лицензии на российское издание манга-сериала «Хеллсинг», и 27 июня 2011 года вышел первый том.

## Аниме-телесериал
Трансляция аниме в Японии проходила в период с 11 октября 2001 года по 17 января 2002 года по телеканалу Fuji Television в ночное время. Незадолго до премьеры в продажу поступил ограниченный тираж DVD-дисков с самим сериалом и промоматериалами. Вследствие значительных сюжетных расхождений с оригинальной мангой сериал вызвал неоднозначную реакцию как со стороны Коты Хирано, так и со стороны поклонников. В Северной Америке аниме было лицензировано компаниями Geneon Entertainment и Funimation Entertainment. Geneon выпустила своё первое издание сериала 23 июля 2002 года в двух вариантах: обычное издание и бокс-сет. Позднее ей же был открыт официальный веб-сайт аниме. В переводе Funimation имена персонажей отличались от оригинальных: имя Алукарда было переведено как «Арукард», Интегры Хеллсинг — «Интегла», отца Андерсона — «Андерсонг». В 2012 году компания Funimation выпустила сборник под названием Hellsing the Complete Series, в который вошли все 13 серий аниме и дополнительные материалы. В Великобритании права на аниме приобрела ADV Films, в Юго-Восточной Азии — Odex Private Limited и Dynamic Asia Multimedia, в Австралии — Madman Entertainment, в Италии — EXA Cinema.
В 2003 году фирмой MC Entertainment были куплены права на продажу сериала «Хеллсинг: война с нечистью» на территории России. Сериал вышел на двух DVD. Первый диск — «Немёртвый» — включает в себя серии с первой по шестую. Второй — «Адское пламя» — с седьмой по тринадцатую. Сериал был доступен для просмотра в оригинальной озвучке, с субтитрами или в русском переводе. Издание включало в себя различные дополнительные материалы: рекламные ролики, концепт-арт, галерея с изображениями персонажей и техники, открывающую и закрывающую заставки.

## OVA-сериал
Сериал Hellsing Ultimate, известный в Японии просто как Hellsing — оригинальная видео анимация (OVA), изначально анимировавшаяся студией Satelight, позже Madhouse (эпизоды 5 — 7) и Graphinica (8 — 10). В Японии и Северной Америке OVA была выпущена в формате DVD компанией Geneon. Американское подразделение Geneon изначально планировало выпускать по 2 серии на одном DVD-диске, однако выпущенные диски содержали по одной серии. В дополнение к ограниченному изданию сериала шли аудиокомментарии актёров, дублировавших аниме на английский язык. В США производством, маркетингом, продажами и распространением OVA занималась также компания Funimation Entertainment. В Великобритании OVA-сериал был выпущен британским подразделением компании Manga Entertainment. В России OVA, как и аниме-сериал, была лицензирована компанией MC Entertainment. OVA более приближена к сюжетной линии оригинальной манги, чем аниме-сериал, хотя сама манга на тот момент завершена ещё не была. В частности, в OVA-сериале изображена охота на искусственных вампиров и борьба «Хеллсинга» с нацистской группировкой «Миллениум», вторгшейся в Англию.

## Музыка
В аниме звучит преимущественно японский рок. Музыкальное сопровождение написал и исполнил композитор Ясуси Исии, поддержку ему оказывала американская музыкальная группа Mr. Big. В открывающей заставке звучит песня A world without logos в исполнении Исии, в закрывающей — популярная песня группы под названием Shine. Издательством Geneon Entertainment были выпущены два компакт-диска с оригинальным саундтреком сериала. Первый диск Hellsing Original Soundtrack: Raid вышел 1 июля 2003 и содержал 19 композиций. Второй диск, Hellsing Original Soundtrack: Ruins, содержавший дополнительно 22 композиции, вышел 16 сентября 2003.
В 2008 году был выпущен саундтрек Hellsing OVA Original Soundtrack — BLACK DOG. Слова и музыка всех песен принадлежали Мацуо Хаято, а сами песни были исполнены Варшавским филармоническим оркестром. В комплекте с ограниченным изданием четвёртой OVA поставлялся музыкальный диск Warsaw Recording Selection, включающий в себя 9 звуковых дорожек.
| №                   | Название                                                      | Длительность |
| ------------------- | ------------------------------------------------------------- | ------------ |
| 1.                  | «The World Without Logos»                                     | 4:06         |
| 2.                  | «Fool cross over Nirvana (Grudge Prohibited)»                 | 3:40         |
| 3.                  | «Musical Play Smiling Rebellious Flower»                      | 3:55         |
| 4.                  | «Certain Victory Lotus Sutra Tune»                            | 4:57         |
| 5.                  | «Services to gods (Do on our own accord)»                     | 2:14         |
| 6.                  | «A left foot trapped in a sensual seduction»                  | 2:47         |
| 7.                  | «Dracula's holy pupil and R&R»                                | 3:34         |
| 8.                  | «P.S. Lord Amitabha have mercy on me»                         | 2:43         |
| 9.                  | «Sea of Chaos (Creator's ulterior motive)»                    | 3:33         |
| 10.                 | «Original sin (For not keeping virginity)»                    | 3:20         |
| 11.                 | «Bodhisattiva of Cathedral (featuring Tatsuo Tabei)»          | 2:08         |
| 12.                 | «The Mask of the Priest and the Bell of the Chapel»           | 2:06         |
| 13.                 | «Act of Demon or the Work of God»                             | 1:36         |
| 14.                 | «Pure Death»                                                  | 3:00         |
| 15.                 | «Survival on the street of insincerity»                       | 3:02         |
| 16.                 | «Ambiguous drum's grief»                                      | 2:52         |
| 17.                 | «Requiem for the living»                                      | 3:34         |
| 18.                 | «Non-neurosis tunes (Who the hell are you?)»                  | 2:29         |
| 19.                 | «When you start the War, fight with arrows, spears & swords!» | 3:31         |
| Общая длительность: | Общая длительность:                                           | 58:07        |

| №                   | Название                         | Длительность |
| ------------------- | -------------------------------- | ------------ |
| 1.                  | «Seikai Saishuu Reimeiki»        | 3:46         |
| 2.                  | «Hagakure no Wasei»              | 2:22         |
| 3.                  | «Sky of God Master»              | 3:58         |
| 4.                  | «Tsumitsukuri Na Nikui Yatsu»    | 3:51         |
| 5.                  | «Soul Resmeitai»                 | 3:58         |
| 6.                  | «I.B.C.J. Hfiami»                | 3:29         |
| 7.                  | «Shishou oka deno juugekisen»    | 2:25         |
| 8.                  | «Seishin Keisatsu Sousaka no Ur» | 5:13         |
| 9.                  | «Genshfku Jibaku LOVE SONG»      | 2:45         |
| 10.                 | «Shi-kuretto Karuma Serenade»    | 3:01         |
| 11.                 | «Kikyf Kaoru Iroha Michi»        | 3:30         |
| 12.                 | «Shinrikyf»                      | 4:43         |
| 13.                 | «Netsu Tsukusareta BACK GROUND»  | 2:30         |
| 14.                 | «Gentenkaiko RHYTHM NATION»      | 3:40         |
| 15.                 | «Mayonaka no Ansatsusha»         | 4:16         |
| 16.                 | «Logos Naki World - Malcolm X N» | 3:44         |
| 17.                 | «Tsumihoroboshi Shinpushi»       | 2:35         |
| 18.                 | «Saraba Ponkotsu WORLD»          | 0:26         |
| 19.                 | «666 yori 777»                   | 2:48         |
| 20.                 | «Taima no Kemuri Ga Me Ni Shimi» | 2:26         |
| 21.                 | «Aa, Seishun no Ero Makai»       | 2:12         |
| 22.                 | «Kisenu Dekigoto»                | 0:58         |
| Общая длительность: | Общая длительность:              | 66:06        |

| №                   | Название                        | Длительность |
| ------------------- | ------------------------------- | ------------ |
| 1.                  | «Song of DEMETER»               | 2:05         |
| 2.                  | «TARGET INSIGHT»                | 3:46         |
| 3.                  | «Hakushaku Tatsu!»              | 2:21         |
| 4.                  | «Kuro Inu to Mukade no Koushin» | 3:40         |
| 5.                  | «Sen no Kima Man no Hitomi»     | 3:10         |
| 6.                  | «EMIA»                          | 2:58         |
| 7.                  | «Inu no Koku»                   | 2:59         |
| 8.                  | «Shishuu Kaze to Chi Shibuki»   | 2:28         |
| 9.                  | «Badrick»                       | 2:12         |
| 10.                 | «Inu no Kuso»                   | 2:08         |
| 11.                 | «Shotgun Circus»                | 2:17         |
| 12.                 | «Makai Kyoukai Sen»             | 1:50         |
| 13.                 | «Hyaku Yorozu Hatsudan»         | 2:11         |
| 14.                 | «Cromwell»                      | 3:57         |
| 15.                 | «Die Fledermaus»                | 4:09         |
| 16.                 | «SHINOBIASHI SASURIASHI»        | 2:45         |
| 17.                 | «Gradus vita»                   | 4:07         |
| Общая длительность: | Общая длительность:             | 46:34        |

## Популярность и восприятие критикой

### Манга
Оригинальная манга приобрела широкую популярность среди читательской аудитории и часто фигурировала в списках наиболее продаваемых графических художественных произведений как в Японии, так и за её пределами. В 2004 году, согласно отчёту британской компании Neilson BookScan, третий том манги в течение недели являлся лидером продаж среди графических произведений. В 2005 году шестой и седьмой тома манги «Хеллсинг» вошли в список бестселлеров, составленный американской компанией Diamond Comics Distributors. По японской классификации девятый том занял место среди 10 бестселлеров в ноябре 2007 года, а в марте-апреле 2009 в списке 30 наиболее продаваемых графических произведений фигурировал десятый том. Он же вошёл в список бестселлеров среди манги по версии издания The New York Times и располагался в нём с мая по июль 2010 года. В 2006 году манга «Хеллсинг» была номинирована на литературную премию Quill Award в категории комиксов. Произведение было продемонстрировано на выставке фестиваля San Diego Comic-Con International, прошедшего в 2008 году, а также на аниме-фестивале Sakura Con в 2010 году.
Критики называли «Хеллсинг» лучшей мангой в своём жанре. Так, Джейсон Томпсон назвал произведение «величайшей мангой в жанре ужасов», а Аоки Деб отнесла «Хеллсинг» к числу лучших манг о вампирах. Вместе с тем рецензенты говорили о жестокости, кровавости и насилии, изображённых в манге, выделяя тот факт, что их уровень выходит за пределы разумного; подчёркивалось, что сцены насилия, стрельбы и убийств идут одна за другой на всём протяжении сюжета. Патрик Кинг говорил о том, что в манге присутствует всё, что нужно поклонникам боевиков — юмор, впечатляющие бои и интрига. На веб-сайте Anime News Network одной из сильных сторон манги был назван повествовательный талант Коты Хирано, нашедший своё отражение в ней. Сравнивая мангу с её экранизацией в качестве 13-серийного аниме, Евгений Кан отметил более логичный и продуманный сюжет оригинального произведения, а также более кровавые и впечатляющие боевые сцены, однако посчитал неуместным присутствующий в оригинальной манге элемент кавая. Аналогичное сравнение провёл и Патрик Кинг, также упомянувший о более глубоком сюжете манги и её более чёткой стилистике. Персонажи манги становились объектами косплея.
Рассматривая мангу, Карл Кимлинджер говорил об огромном количестве насилия, изображённого в ней. По его мнению, Коте Хирано удалось прекрасно объединить в своей манге скрупулёзное изображение оружия героев, нетипичное количество крови и браваду. Он отметил, что для повествования о прошлом Алукарда автор изображает моменты из жизни Влада Дракулы и персонажа романа Брэма Стокера. В качестве отрицательной черты рецензент выделил недостаток кинематографичности. Окончание произведения он назвал «недостойным», посчитав, что поклонники манги заслуживают большего, но вместе с тем отметил его простоту и ясность. Дейви С. Джонс, напротив, посчитал, что последний том не разочарует читателей.
Писатель Джейсон Томпсон упомянул о возможной отсылке к фильму Клайва Баркера «Ночной народ»; кроме того, персонажи Уолтер и Алукард напомнили ему мангу Black Butler. Томпсон посчитал, что связь с религией и историей придаёт произведению привлекательности, так как в подобных сериях какая-либо идеология обычно отсутствует. Вместе с тем он отнёс «Хеллсинг» к категории антирелигиозных комиксов наравне с Preacher, заметив, однако, что в «Хеллсинге» каждый персонаж принимает чью-либо сторону, тогда как в Preacher положительные герои — атеисты, избегающие присоединяться к кому-либо. В томах с шестого по восьмой, по мнению рецензента, «Хеллсинг» перестаёт быть мангой о вампирах и становится мангой о войне, близкой к апокалиптической катастрофе. Сравнение с Preacher провёл также и обозреватель Mania.com Крис Беверидж в обзоре аниме-адаптации.
Райан Хьюстон на сайте Manga Life назвал сюжетную линию не особо выдающейся, но способной привлечь внимание. Он говорил о заимствовании стилистических элементов из фильмов «Блэйд», «Ворон» и игр Castlevania и BloodRayne, отмечая, что произведение не предлагает ничего собственного. Именно отсутствие оригинальности рецензент посчитал главным недостатком манги. Он подытожил, что произведение может понравиться любителям темы вампиров, либо просто желающим увидеть перед глазами «кровавый ад». Джастин Рич обратил внимание на баланс между светлыми и тёмными оттенками, который привносит «что-то новое в каждый кадр». Вместе с тем он подверг критике перевод от компании Dark Horse Comics, в котором отец Андерсон говорит с сильным акцентом, из-за чего смысл его реплик ясен не сразу.

### Аниме
Аниме-сериал уже на этапе премьерного показа попал в список 20 наиболее популярных аниме, заняв в нём 5 место. После завершения трансляции аниме по-прежнему фигурировало в числе популярных японских анимационных сериалов. Оно также вошло в список бестселлеров среди DVD-изданий по версии ICv2, опубликованный в 2003 году. Сериал был продемонстрирован на американском аниме-фестивале Anime Expo в 2002 году и на московском аниме-фестивале в 2003 году. Как и манга, аниме-сериал был назван одним из лучших произведений о вампирах, однако вместе с тем критики неудовлетворительно отзывались о существенных отличиях между мангой и её экранизацией, а также о слабой взаимосвязи сюжетных элементов аниме. Кроме того, как и в случае с мангой, рецензенты выделяли высокий уровень насилия и жестокости в аниме; упоминался также сексуальный подтекст. О персонажах аниме были оставлены преимущественно положительные отзывы — их прорисовка была названа стильной и привлекательной, пресса подчёркивала их «крутизну» и обращала внимание на удачное исполнение диалогов и взаимодействий между ними, а также высказывалось мнение, что именно герои оказывают ключевое влияние на весь сериал. Сердар Егулальп отнёс «Хеллсинг» к категории тех аниме, которые заслуживают быть адаптированными в фильмы с живыми актёрами, а Кэтрин Люфер сочла его одним из лучших аниме о сверхъестественных силах. Были также выпущены различные сопутствующие товары, посвящённые аниме: календари, стаканы, футболки, зажигалки, брелоки, постеры, игрушечные модели оружия, фигурки персонажей и другое.
Зак Бертши в обзоре Anime News Network назвал аниме-сериал «Хеллсинг», возможно, первой попыткой отражения в аниме основных концепций классических произведений о вампирах. Он посчитал, что детализация персонажей подробна настолько, насколько это возможно. Из положительных черт рецензент также выделил прекрасный сценарий и атмосферность; кроме того, хвалебного отзыва удостоились диалоги и взаимодействие персонажей. Однако, по мнению Бертши, качество анимации после первой серии начинает ухудшаться. Другой отрицательной чертой он назвал отклонение сюжетной линии от оригинальной манги, хотя и оговорился, что оно не умаляет достоинств аниме. Майк Крендол назвал аниме смесью стиля «ган-фу» и готического хоррора, отметив также, что художественное оформление сочетает в себе атмосферу классических фильмов ужасов с вооружением XXI века. Сериалу, по мнению рецензента, не достаёт эмоциональной глубины по сравнению с такими аниме, как Cowboy Bebop и «Триган». Неудовлетворительный отзыв обозреватель оставил об анимации, обратив внимание на её непостоянное качество.
Патрик Кинг в рецензиях сайта Animefringe назвал аниме «красивым шоу», отличающимся яркостью, привлекательностью, стилем и жестокостью. По его мнению, анимация в сериале чрезвычайно плавная, а хореография боёв способна оправдать ожидания зрительской аудитории. Положительного отзыва рецензента также удостоились персонажи и музыкальное сопровождение. Кинг отметил, что каждый персонаж имеет свои особенности и интересный боевой стиль. Однако, рецензируя последние серии, обозреватель отметил некоторое снижение качества анимации.
Джейсон Бастерд на сайте THEM Anime отметил, что, как и во всех работах студии Gonzo, в «Хеллсинге» особое внимание уделено изображению технических средств: оружия, вертолётов, машин и т. д.; а также обратил внимание на неплохую прорисовку мест Лондона. По мнению рецензента, аниме-сериал «переполнен отличной атмосферой, крутыми персонажами и умопомрачительным действием», и для некоторых категорий зрителей (в частности, для детей) может не подойти. Обозреватель подытожил, что «в „Хеллсинге“ есть всё, что должно быть в аниме NightWalker».
В рецензии журнала «Мир фантастики» «Хеллсинг» был назван «не обременённым излишествами стильным боевиком, действие которого разворачивается под отлично подобранную жёсткую музыку». Говорилось о том, что аниме может показаться скучным тем зрителям, кто не интересуется темой вампиризма. И хотя сериал не представляет собой чего-то особенного в плане эстетики, но благодаря своей стилистике может быть отнесён к одному из самых интересных произведений о вампирах и нечисти.

### OVA
По аналогии с телесериалом пресса называла Hellsing Ultimate одним из лучших аниме о вампирах, а в качестве основного отличия в лучшую сторону указывала на более точное соответствие оригинальному сюжету Коты Хирано. OVA также имела коммерческий успех — издания несколько раз фигурировали в списках бестселлеров среди японской анимации. Серии с первой по четвёртую демонстрировались на всероссийском фестивале японской анимации в 2009 году.
Рассматривая OVA, Зак Бертши усмотрел в ней некоторую несвязность, посчитав, что из-за этого сериал может не подойти людям, не знакомым со всей серией произведений. Основными достоинствами он назвал точное соответствие сюжету манги, благодаря которому OVA понравится поклонникам «Хеллсинга», и стиль сериала. По его мнению, здесь «полностью отражён невероятно прямолинейный, ликующе кровавый и садистский стиль Хирано». Основная претензия обозревателя касалась звукового сопровождения, уступающего музыке из телесериала; Бертши также отметил местами слабую анимацию.
Айден Фут положительно отозвался о шоу Hellsing Ultimate, которое, по его словам, заставляет зрителя задуматься над вопросом сущности человека и чудовища, и вместе с тем отличается зрелищностью и величием. Обозреватель посчитал, что успех сериала обеспечивается яркими и самоуверенными персонажами, фигурирующими в нём. Положительного отзыва удостоились также боевые сцены, окружающая обстановка и музыкальное сопровождение. В качестве небольших замечаний рецензент обозначил вялое развитие сюжета в моменты кульминаций и обилие диалогов во время боёв.
Крис Беверидж в рецензии Mania.com назвал OVA-сериал «фантастическим шоу, которое отражает визуальный стиль манги, хотя и с небольшими изменениями». Он отметил, что по сравнению с телесериалом в OVA более точно излагается сюжет оригинала. В качестве одного из основных отличий между ними обозреватель указал на поведение Виктории Серас, которая теперь не производит впечатление «плаксивой девушки, постоянно всего боявшейся». В итоге Беверидж назвал OVA одним из лучших современных аниме-шоу о вампирах, которые он видел. Брайан Мортон обратил внимание на некоторые комедийные моменты, связанные с поведением Виктории Серас, и на доскональную детализацию оружия. В качестве недостатка он выделил слабую связь с реальной историей — основное внимание в сериале уделено действию.